# 세포항 (여수시)
세포항은 대한민국 전라남도 여수시 화정면 서도리 당머리마을에 있는 어항이다. 1972년 3월 7일 지방어항으로 지정하여 관리하고 있다. 시설관리자는 여수시장이다.

## 어항 구역
본 항의 어항구역은 다음과 같다.
- 수역: 화정면 서도리 팽나무 끝과 닭머리 끝을 잇는 선내수역

## 어항 시설
- 계류시설 23m, 외곽시설 70m

## 기본 계획
- 계류시설 123m, 외곽시설 124m[1]

## 정비 계획
- 계류시설 100m, 외곽시설 54m[1]

## 주요 어종
- 새조개